# Мольская, Наталья Евгеньевна
Наталья Евгеньевна Мольская (укр. Наталія Євгенівна Мольська; 5 июля 1920, Симферополь — 28 августа 2008, Евпатория, АР Крым) — советский и украинский невропатолог, физиотерапевт, курортолог, педагог. Доктор медицинских наук (1970), профессор (1994). Почётный гражданин Евпатории (1997).

## Биография

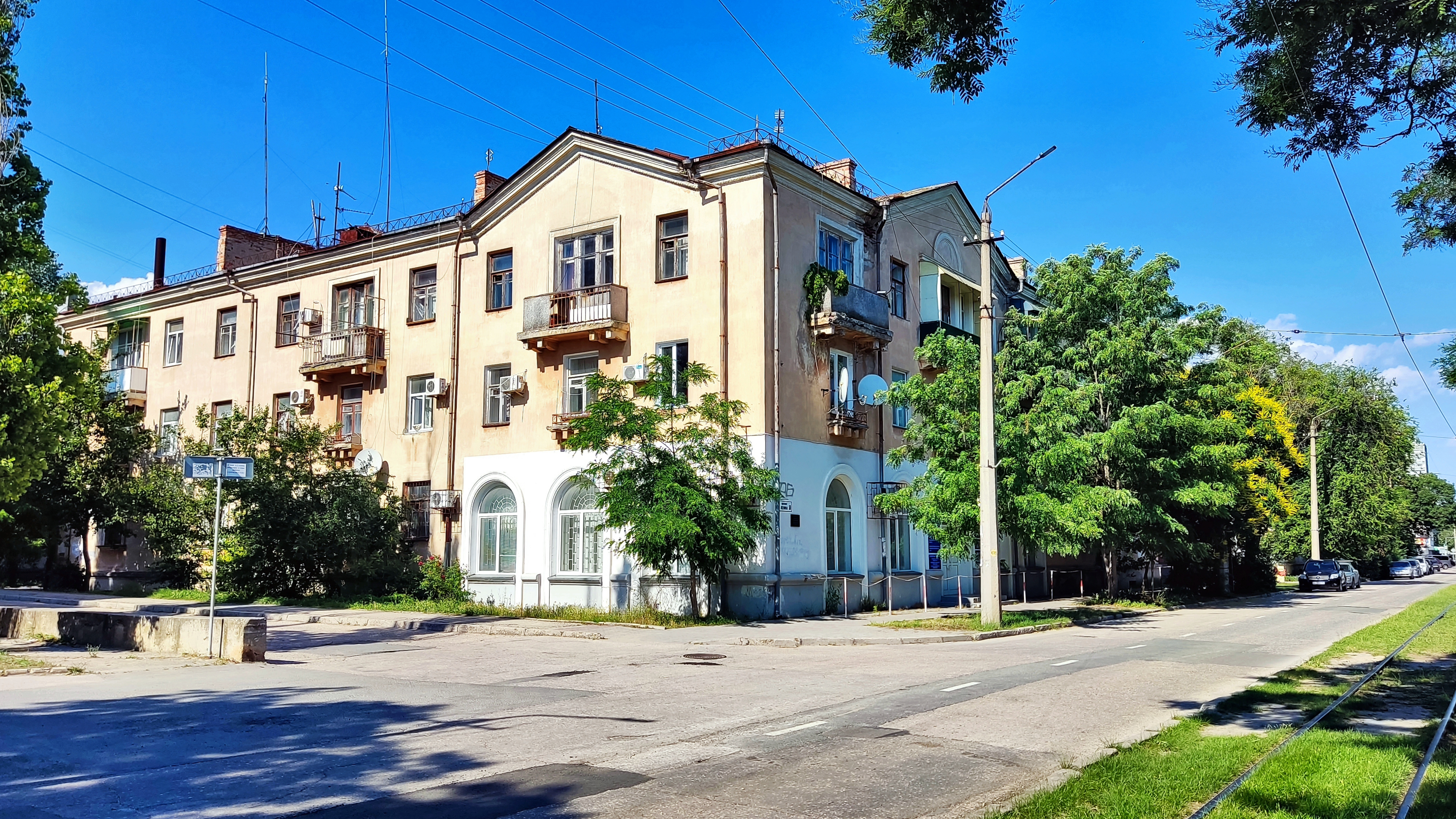
Дом № 50 на проспекте Ленина в Евпатории, где проживала Мольская

Окончила Крымский медицинский институт по специальности «неврология» (1946). Работала в курортной сфере Евпатории. В 1954 году в специализированном совете при Крымском управлении курортами и домами отдыха ВЦСПС защитила кандидатскую диссертацию «Комплексное лечение больных с заболеваниями суставов и периферических нервов в условиях Евпаторийского курорта». После этого занималась разработкой методов лечения полиомиелита. Результатом этой деятельности стала успешная защита докторская диссертация «Комплексное лечение больных с последствиями полиомиелита в санаторно-курортных условиях Евпатории» в специализированном совете при Институте педиатрии Академии медицинских наук СССР в 1970 году.
C 1965 по 1971 год являлась старшим научным сотрудником, заведующим клиники полиомиелита НИИ физических методов лечения и медицинской климатологии в Ялте. В 1968 году решением ВЦСПС в спинальном отделении санатория имени В. И. Ленина в Саках были выделены места для долечивания оперированных на позвоночнике из Института хирургии. Мольская была направлена институтом изучать результаты исследования и координировать работу персонала санатория.
С 1971 по 1977 — старший научный сотрудник НИИ хирургии имени Вишневского. С 1977 по 1992 год работал в НИИ нейрохирургии имени Бурденко.
В 1992 году возвращается в Крым и становится профессором кафедры педиатрии с курсом физиотерапии факультета последипломного образования Крымского медицинского института.
Скончалась 28 августа 2008 года. Похоронена на старом кладбище Евпатории.

## Научная деятельность
Изучала проблемы детского церебрального паралича, спинальной травмы и преформированных физических факторов. Занималась методами внедрения грязелечения. В последние годы научной деятельности исследовала диагностику и лечение неврологических проявлений у детей из регионов с антропогенным загрязнением.
Мольская одна из первых начала применять феноловые блокады детям больным ДЦП. Для снижения мышечного гипертонуса рекомендовала применять 2 % раствор фенола на 0,5 % растворе новокаина.

## Память

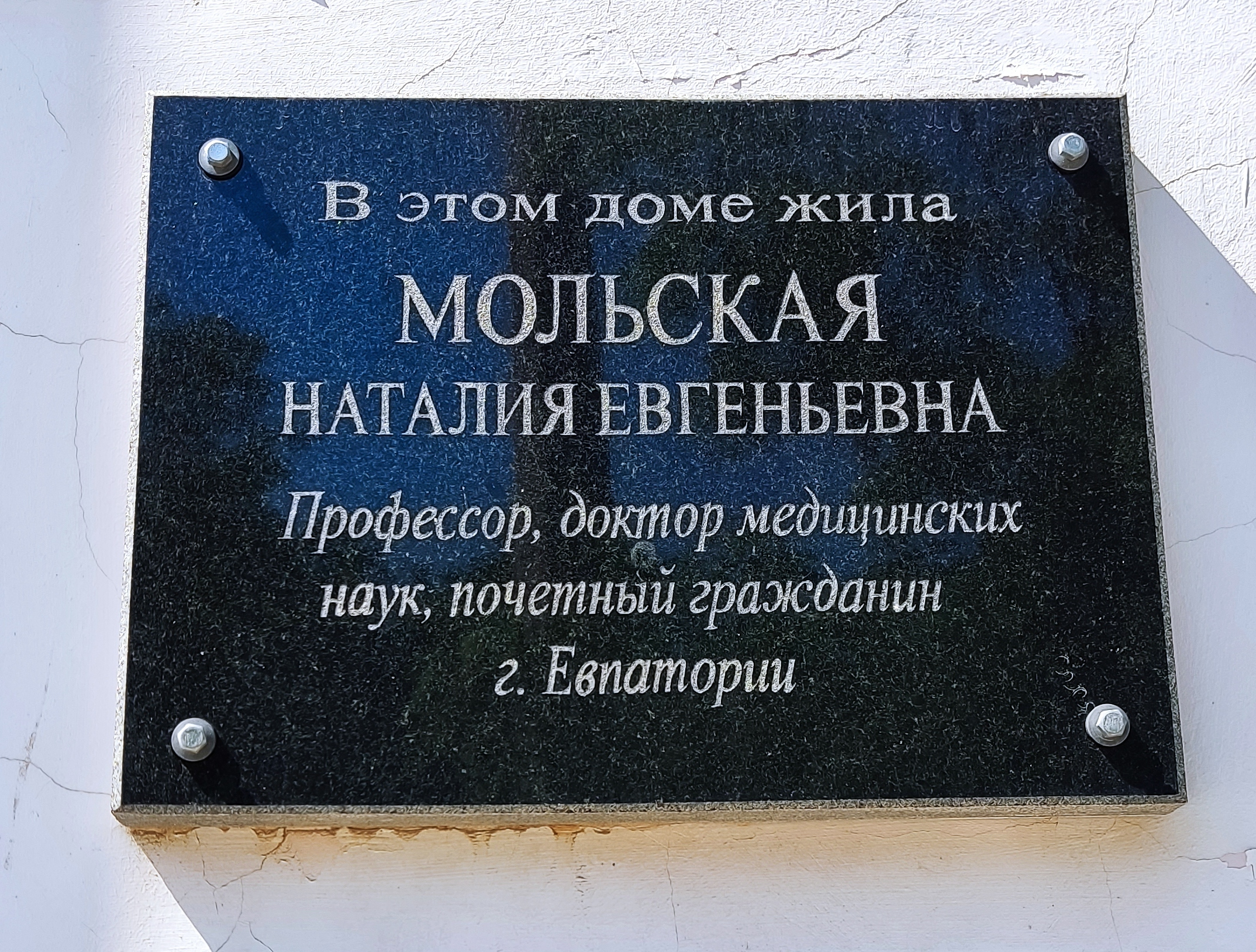
Мемориальная доска

В 2012 году в детском клиническом санатории Министерства обороны Украины в Евпатории прошли научные чтения, посвящённые творческому наследию Натальи Мольськой.
На здании жилого дома в Евпатории по проспекту Ленина, 50, где жила Мольськой, установлена мемориальная доска.

## Награды
- Медаль «За доблестный труд в Великой Отечественной войне 1941—1945 гг.»[9]
- Почётный гражданин города Евпатории (30 мая 1997) — за особые заслуги в деле развития курортного дела, многолетнюю активную общественную деятельность на благо города Евпатории[10]

## Труды
- Здесь лечатся дети. Лечение детей на евпаторийском курорте. Сф., 1964 (соавтор);
- Комплексное лечение больных с последствиями полиомиелита в санаторно-курортных условиях Евпатории. К., 1965;
- Санаторно-курортное лечение заболеваний нервной системы у детей / Киев: Здоровья, 1991. — 210; ISBN 5-311-02440-2
- Лечение заболеваний нервной системы физическими факторами. Евпатория, 1998.